# Gorzów Wielkopolski Chróścik
Gorzów Wielkopolski Chróścik – nieczynny przystanek kolejowy w Chróściku; w Gorzowie Wielkopolskim, w województwie lubuskim.